# Undici (personaggio)
Undici (in inglese Eleven), nata Jane Ives e legalmente chiamata Jane Hopper, abbreviata con Undi (El), è un personaggio della serie drammatica horror di fantascienza di Netflix Stranger Things, scritta e prodotta da Matt e Ross Duffer. È interpretata dall'attrice britannica Millie Bobby Brown. Undici ha abilità psicocinetiche e telepatiche.

## Sviluppo
La base iniziale per il personaggio di Undici si è formata quando i Duffer Brothers hanno immaginato un soggetto sopravvissuto ai test del progetto MKULTRA fortemente influenzato da E.T.
   Tuttavia, volevano anche mantenere un sottostante senso di pericolo e instabilità, dicendo che:«Undici non è una ragazza normale, e non è nemmeno una gentile aliena che raccoglie piante. Ha imprevedibili poteri soprannaturali che sicuramente metteranno a rischio i nostri ragazzi».
Di conseguenza, hanno anche incorporato elementi dell’anime Elfen Lied e del film anime del 1988 Akira nel suo personaggio, anche se con "meno spargimenti di sangue". È anche molto probabile che Undici sia stato ispirato da personaggi delle opere di Stephen King, come Carrie White di Carrie e Charlie McGee de L'incendiaria, sebbene questi non siano stati citati come influenze specifiche.
In un'intervista, i Duffer hanno rivelato che originariamente lo show era pensato per un pubblico adulto, soprattutto per quanto riguarda i poteri di Undici. Ross ha detto: "Il personaggio di Undici, il tipo di poteri che ha e di avere un giovane protagonista violento - non è E.T. Non è una situazione felice. Sta uccidendo delle persone, e anche brutalmente".
In una featurette successivamente pubblicata da Netflix, i fratelli Duffer rivelarono che Undici era sostanzialmente il canovaccio di un personaggio durante la produzione della prima stagione. È stato il carisma e la performance istintiva della Brown che ha inventato i gesti iconici di Undici, con i Duffer che affermavano: “Quello che fa con gli occhi, quello che fa con il viso, quello che fa con un certo sguardo - tutto il potere di Undici, che ora è tipo di famoso, le mani, il giro del collo - tutto questo è stato progettato da una ragazza di 11 anni."
Inizialmente, Stranger Things era progettata per essere una serie limitata, e si prevedeva che Undici si sarebbe sacrificata nell'ultimo episodio della serie. Tuttavia, Netflix desiderava che lo show continuasse nella seconda stagione, e quindi i fratelli decisero di mantenere vivo il personaggio.
Nella seconda stagione, Undici doveva uccidere sua madre (Terry Ives). Ma i fratelli Duffer non volevano macchiare la loro protagonista di un crimine così terribile.

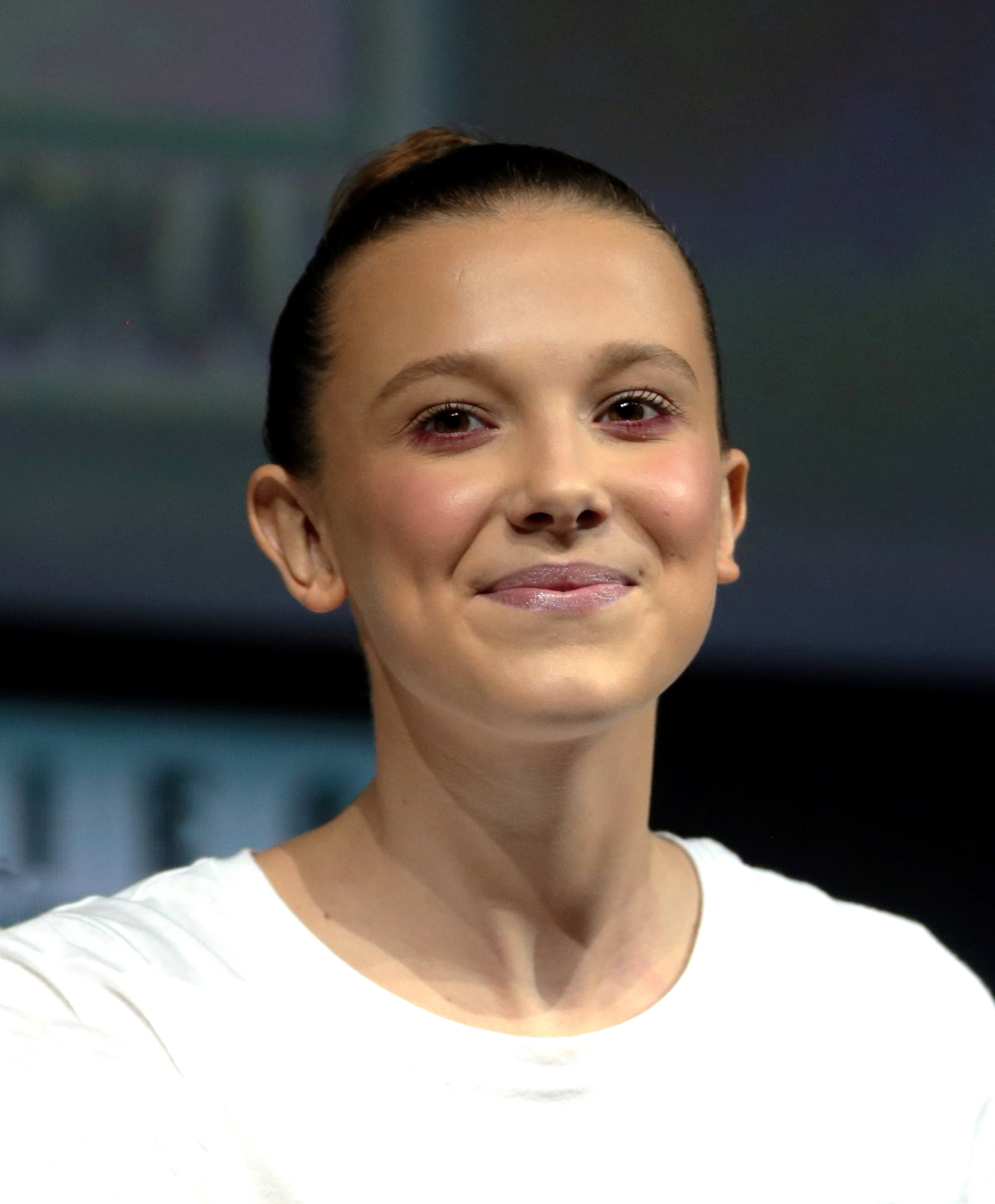
Millie Bobby Brown, l'attrice scelta per interpretare il ruolo di Undici

### Caratterizzazione e casting
Tra tutti i ruoli, quello di Undici è stato il più difficile da interpretare a causa del fatto che doveva trasmettere varie emozioni con pochi dialoghi. Il ruolo richiedeva anche di rimanere nel personaggio anche se non parlava. I Duffer temevano che non sarebbero stati in grado di trovare qualcuno che potesse rimanere concentrato su un'intera scena. 246 giovani attrici sono state viste per il ruolo di Undici, tuttavia, quando incontrarono Millie Bobby Brown quelle paure svanirono e i Duffer dichiararono persino che aveva un "talento naturale". Per alleviare le sue preoccupazioni sulla rasatura della testa, i Duffer mostrarono a Millie le foto di Charlize Theron in Mad Max: Fury Road, nel ruolo di Imperatrice Furiosa.
La versione più giovane di Undici mostrata in "Dig Dug" e "The Lost Sister" è stata interpretata da due gemelline, Charlotte e Clara Ward, che tuttavia non sono mai state accreditate per il ruolo.

## Storia del personaggio
Undici è la figlia di Teresa "Terry" Ives, una partecipante agli esperimenti del progetto MKULTRA condotti dalla CIA. Undici sembra essere nata psicocinetica. Tuttavia, quando usa queste abilità, si indebolisce temporaneamente e le sanguina il naso. Alla nascita, Undici è stata portata via a sua madre dal dottor Martin Brenner ed è cresciuta in un laboratorio nazionale nella fittizia Hawkins, nell'Indiana, come cavia, al fine di sviluppare le sue capacità psicocinetiche. Quando viene collocata in una vasca di deprivazione sensoriale, può utilizzare la visione remota per accedere ad altre dimensioni, principalmente per scopi di spionaggio internazionale. Undici apre un cancello (che poi verrà chiamato porta o portale) tra il Laboratorio di Hawkins e la dimensione Sottosopra, e la creatura che vive in questa dimensione, denominata dai protagonisti Demogorgone, acquisisce la capacità di viaggiare tra il mondo umano e il Sottosopra.

### Prima stagione
Nel novembre del 1983 Undici, quando fugge dal laboratorio dopo aver aperto il portale, conoscendo Mike, Dustin e Lucas, è poco più che una bambina; ha i capelli rasati e i vestiti del laboratorio. Avendo vissuto sempre lì, i suoi contatti umani sono stati limitati (solo con Brenner e altri scienziati e cavie), quindi il suo vocabolario è limitatissimo. Si innamorerà di Mike, nonostante Dustin e specialmente Lucas non la vorranno molto tra i piedi, e quando disintegrerà il Demogorgone accadrà lo stesso a lei, finendo nel Sottosopra.

### Seconda stagione
Dopo aver ucciso il Demogorgone ed essere scomparsa davanti agli occhi degli amici, Undici fugge dal Sottosopra e viene trovata in un bosco da Hopper. Un anno dopo, ad Halloween 1984 e nei giorni seguenti, sfamata, educata e protetta dal poliziotto, le sono cresciuti i capelli, che scopriremo essere tra il mosso e il riccio, fino alla nuca. Quando fugge per trovare la madre biologica e la sorella di laboratorio Kali, quest’ultima la coinvolge a vendicarsi di quelli del laboratorio tramite rapine ed omicidi e inizierà a portare i capelli lisci e pettinati all’indietro col gel, richiamando lo stile dark. In seguito tornerà aiutando Hopper, i Byers, Nancy, Steve e il gruppo di Mike a chiudere il portale ed esorcizzare Will dal Mind Flayer. Infatti lei stessa rinchiuderà parte di quest’ultimo nel Sottosopra chiudendo il portale con i suoi poteri, venendo infine legalmente adottata da Jim.

### Terza stagione
Nell’estate del 1985, Undici è fidanzata con Mike e grazie a lui, il suo gruppo e Max (diventata la sua migliore amica) vive una vita normale. Porta di solito i capelli liscio-ondulati castani, con sfumature bionde, che le arrivano alla spalla, mentre a volte porta la coda. Veste abiti femminili e incarna lo stereotipo delle adolescenti degli anni ‘80, che insieme alla sua relazione con Mike motivano l’ormai padre adottivo Hopper ad essere geloso, apprensivo e autoritario. Alla fine della stagione si trasferirà con i Byers in California, un trimestre dopo gli eventi dello Starcourt Mall, dove perse i suoi poteri e Hopper, apparentemente morto, a causa dell’intervento diretto o non del Mind Flayer e del suo mostro di masse organiche.

### Quarta stagione
Orfana di padre e trasferitasi con i Byers in California, nella primavera del 1986 Undici porta i capelli castani scuri e lunghi con la frangetta e lotta ancora a causa della perdita dei suoi poteri e del padre (in realtà prigioniero dei sovietici) e del gruppo di bulli che la tormenta, capeggiato dalla perfida Angela. A metà stagione, dopo aver colpito la ragazza ed esser stata arrestata, incontrerà Owens che la porterà (dopo la sua decisione) in un altro laboratorio per farla ritornare nei suoi ricordi e recuperare i suoi poteri. Reincontrerà dunque Brenner, rimasto vivo, e si 
raserà i capelli come da regola. A fine stagione tornerà ad Hawkins dopo l’incursione militare al silos usato come laboratorio e alla morte di Brenner, reincontrando anche Hopper, liberato da Joyce, Murray e degli uomini sovietici.

## Poteri e abilità
Undici possiede poteri soprannaturali, probabilmente sin dalla nascita, a causa degli esperimenti a cui la madre si sottopose in periodo di gravidanza. 
Il potere che usa più frequentemente è quello della telecinesi, grazie alla quale può spostare e manovrare gli oggetti con la forza del pensiero. Inoltre, questo potere le consente anche di uccidere le persone in svariati modi, come spezzando loro il collo oppure, come visto alla fine della prima stagione contro gli agenti governativi nella scuola, provocando quelli che sembrano essere degli ictus mortali. Undici possiede inoltre il potere della proiezione astrale, che però può utilizzare solo se viene immersa in una vasca di deprivazione sensoriale. Grazie a questo potere, può proiettare se stessa lontano dal suo corpo e vedere persone che si trovano anche a grandi distanze, senza che queste se ne accorgano, a meno che lei non voglia. Una volta raggiunte le persone desiderate, può anche far si che le loro voci vengano emanate da apparecchi audio a lei vicini, come altoparlanti o walkie talkie. In certi casi, il potere le può essere utile anche per leggere nella mente o per vedere il passato delle persone da lei raggiunte (come quello di sua madre, da quando ha sempre cercato di riportarla a casa).
La proiezione astrale è però anche il potere che la fa entrare in contatto involontariamente con il Sottosopra, causando l'apertura della porta tra i due mondi. 
Nella seconda stagione riesce ad utilizzare la proiezione astrale semplicemente bendandosi gli occhi e concentrandosi, senza quindi avere più bisogno della vasca. 
Nella terza stagione sembra essere in grado di manipolare la mente, quando fa rivedere a Billy i suoi ricordi d'infanzia, facendolo rinsavire. 
L'utilizzo dei poteri ha però effetti collaterali su Undici. Se usati con una certa intensità, le provocano prima epistassi dal naso e poi un'improvvisa stanchezza, che varia a seconda dello sforzo profuso.
Per poter utilizzare di nuovo i poteri, Undici ha bisogno di massimo riposo e tempo per "ricaricarsi". Tuttavia, alla fine della terza stagione, dopo l’essere stata infettata dal Mind Flayer tramite il suo mostro, perde, apparentemente, tutti i suoi poteri, recuperandoli nove mesi dopo nella seconda metà della quarta stagione e ampliandoli notevolmente, come visto nell’ultimo episodio avendo resuscitato Max.

## Accoglienza
Il personaggio e l'interpretazione di Millie Bobby Brown hanno ricevuto il plauso da parte della critica. Alice Vincent del The Daily Telegraph ha scritto che "Millie Bobby Brown continua ad essere la star della serie: ha ispirato fan art e tatuaggi, ha ricevuto un riconoscimento mondiale dagli Eggos, ovvero i waffle che il suo personaggio divora e ha dato una nuova vita alla frase 'mouth breather'". Ashley Hoffman della rivista Time ha proposto Undici come mascotte per il National Waffle Day. Tuttavia, Lenika Cruz del The Atlantic ha affermato che "nonostante abbia una ricca storia alle spalle, Undici è la protagonista più scarsamente sviluppata".